# Bolesław Knapski
Bolesław Knapski (ur. ok. 1883, zm. 30 stycznia 1947) – polski urzędnik i działacz sportowy.

## Życiorys
Pracował jako naczelnik wydziału Urzędu Wojewódzkiego w Łodzi, m.in. jako naczelnik wydziału budżetowo-gospodarczego (1924), a także wydziału przemysłowego Urzędu Wojewódzkiego. Był kapitanem Warszawskiego Towarzystwa Cyklistów w Łodzi (1925), współzałożycielem Łódzkiego Klubu Motocyklowego i jego pierwszym prezesem (1930–1932). Działał w Towarzystwie Gimnastycznym „Sokół” w Łodzi i Towarzystwie Śpiewaczym „Arfa”.
Pochowany został w części rzymskokatolickiej Starego Cmentarza w Łodzi.

## Odznaczenia
- Krzyż Oficerski Orderu Odrodzenia Polski (1927)[3][5] – za zasługi na polu administracji państwowej[10]
- Złoty Krzyż Zasługi[1] (1931)[11],
- Srebrny Medal „Za Zasługi dla Pożarnictwa” (1935)[12],
- Odznaczenie za wysługę 20 lat w Łódzkiej Straży Ogniowej Ochotniczej (1935)[12].